# O jabloňce
Knihu O jabloňce napsal český spisovatel Eduard Petiška. Jedná se o knihu pro děti, doplněnou četnými ilustracemi Heleny Zmatlíkové. Kniha je doporučena dětem od 3 let a je napsána jednoduchým a srozumitelným jazykem. Díky své pevné vazbě (leporelu) je vhodná pro malé čtenáře.

## Děj
Kniha pojednává o ročním cyklu jabloňky, od zimního spánku až po podzim, kdy urodí červená jablíčka. V knize je zobrazena krása všech čtyř ročních období, která je vyprávěna z pohledu dítěte, malého Martínka. Martínek má zvídavé otázky, na které rodiče trpělivě odpovídají a ukazují svému synovi krásu a rozmanitost přírody a ročních období. Martínek poznává mrazivý chlad zimy, kdy příroda odpočívá. Svěžest jara, kdy se vše probouzí a jablůňka rozkvétá. Suchost léta, které pomáhá ve zrání jablíček. A barevnost podzimu, který přináší šťavnaté plody.  Martínek se snaží o jabloňku svědomitě pečovat, aby nebyla suchá a dozrála na ní krásná červená jablíčka.  

## Přijetí díla a interpretace
Čtenáři oceňují spisovatelovu schopnost vystihnout krásu přírody a přiblížit ji dětem. Eduard Petiška ve svém díle dokázal nejen podat krásný a poetický popis života ovocného stromu, ale také vtisknout dílu hlubší morální a společenskou hodnotu. Kniha v sobě nese poselství o důležitosti přírody, o významu trpělivosti, péče a pozornosti ke všemu živému. Hodnocení je velmi kladné nejen u dětí, ale také u dospělých. Leporelo získává osobitý charakter rozvinutím „poznávacího motivu“, neboť sama jabloňka vypadá v závislosti na ročním období pokaždé jinak. Podle Reného Ditmara prokázal Petiška tímto leporelem, že rozumí dětem a umí s nimi komunikovat. Kniha je významná také skutečností, že na ní Eduard Petiška poprvé spolupracoval se svou pozdější „dvorní ilustrátorkou“ Helenou Zmatlíkovou.